# Body (informatica)
Body è un oggetto dell'XML DOM che permette di assegnare o leggere le proprietà dell'oggetto BODY, parte essenziale di qualsiasi pagina HTML.
Nei linguaggi di markup in cui è presente, è visto come un elemento contenitore, quindi all'interno di esso possono annidarsi tag di layout, ma non è possibile inserire un body all'interno di un altro body, poiché questo elemento contiene per convenzione tutti gli elementi visibili del documento.
Il body è il contenitore all'interno del quale si trova la parte visibile di una pagina web. Contiene i collegamenti ipertestuali, testi e script interattivi come JavaScript e PHP.

## Proprietà
- accessKey Imposta o restituisce il valore dell'access key
- aLink Imposta o restituisce il colore dei link non visitati
- background Imposta o restituisce lo sfondo
- bgColor Imposta o restituisce il colore di sfondo
- id Imposta o restituisce l'id associato all'oggetto
- link Imposta o restituisce il valore del colore associato ai link
- scrollLeft Imposta o restituisce la distanza tra il punto più a sinistra del documento e il corpo in modo da effettuare uno scroll orizzontale
- scrollTop Imposta o restituisce il valore di scroll verticale
- text Imposta o restituisce il colore di default del testo
- vLink Imposta o restituisce il colore dei link visitati